# Vårt hems populära böcker
Vårt hems populära böcker är en bokserie som gavs ut under 1920-talet av Vårt hems förlag.
| Författare            | Titel                                     | Utgivningsår |
| --------------------- | ----------------------------------------- | ------------ |
| James Oliver Curwood  | Nordlandets ros: vildmarksroman           | 1922         |
| Kathleen Norris       | Ett hjärtas eldprov                       | 1922         |
| Ruby M. Ayres         | Pappersrosor                              | 1923         |
| Zane Grey             | Skogarnas son: Romantik i vildmarken      | 1923         |
| E. Phillips Oppenheim | Dubbelgångaren                            | 1923         |
| Gertrude Page         | Kärlek intill döden                       | 1923         |
| Margaret Pedler       | Ödets vägnar                              | 1924         |
| Palle Rosenkrantz     | Sjätte sinnet: Dansk kriminalroman        | 1924         |
| Sigge Stark           | Uggleboet                                 | 1924         |
| James Oliver Curwood  | Den modige kapten Plum: Äventyrsroman     | 1925         |
| Palle Rosenkrantz     | Amors lustiga lek                         | 1925         |
| Frederick Marryat     | Jafet utan namn: äventyrsroman            | 1925         |
| Max Kretzer           | Mannen utan samvete                       | 1925         |
| Frederick Marryat     | Kungens märke: Äventyrsroman              | 1926         |
| Beatrice Grimshaw     | Guldfeber                                 | 1927         |
| Frederick Marryat     | Förrädarens lön                           | 1927         |
| Gunnel Nyblom         | Rudolf Cassel: en historia från ostkusten | 1927         |